# Ferrovia Amsterdam-Arnhem
La ferrovia Amsterdam-Arnhem, conosciuta anche come ferrovia Amsterdam-Elten o Rhijnspoorweg (Linea del Reno in italiano), è un'importante linea ferroviaria olandese che unisce Amsterdam con le città di Utrecht e Arnhem e la Germania.

## Storia
Il tratto tra Amsterdam Weesperpoort e Utrecht fu inaugurato nel dicembre 1843. Nel giugno 1844 la linea fu prolungata fino a Driebergen, nel marzo 1845 fino a Veenendaal e nel maggio 1845 fu messo in funzione il resto della linea fino ad Arnhem. 
La ferrovia fu originariamente costruita a scartamento largo (1945 mm). La conversione a scartamento normale avvenne nel 1855, consentendo alla ferrovia di collegarsi alla rete ferroviaria tedesca a Emmerich. Dal 1856 i treni poterono proseguire dalla linea ferroviaria Amsterdam-Arnhem via Zevenaar, Elten ed Emmerich verso Duisburg e Düsseldorf.
Dal 1889 la linea fu prolungata fino alla stazione centrale di Amsterdam, che divenne così il nuovo capolinea. Nel 1938 la tratta Amsterdam-Arnhem fu elettrificata. La parte restante della ferrovia fu elettrificata nel 1966.